# SV 1936 Saasen
SV Saasen is een Duitse voetbalclub uit Reiskirchen in het district Gießen. De thuisbasis van SV Saasen is het Wingertstadion met ongeveer 2300 zitplaatsen. SV 1936 Saasen heeft ongeveer 500 leden en de grootste rivaal is SV Harbach. Ze werken met Göbelnrod en Ettingshausen in de jeugdafdeling samen. De club heeft ook afdelingen in andere sporten die in Saasen gedreven, zoals damesvoetbal tafeltennis, Bowling, dans en gymnastiek.